# Luca Pastine
Luca Pastine (Carrara, 1º febbraio 1971) è un ex calciatore italiano, di ruolo portiere.

## Carriera
Ha militato in diverse squadre professionistiche italiane tra cui la Massese che lo ha lanciato nel calcio che conta, la Casertana, il Genoa e il Torino, con cui ha collezionato decine di presenze in serie A.
Nel 1995 parò un rigore alla Juventus (per la precisione a Fabrizio Ravanelli) nei minuti finali di uno storico derby vinto poi dal Torino col punteggio di 3-2.
Negli ultimi anni della carriera ha giocato in diverse squadre di serie C, chiudendo con la Carrarese nella sua città natale.
Nella stagione 2008-2009 ha ricoperto il ruolo di allenatore dei portieri della Sarzanese. Nel 2009 è alla Sporting Massese
Nel 2016 è il preparatore dei portieri delle giovanili e nel  2018 allena la berretti della Carrarese
Nel 2019 è al Ricortola
Nel 2020 allena i portieri della Tarros Sarzanese
Nel 2023 preparatore dei  portieri delle giovanili della Virtus Entella

## Palmarès

### Club

#### Competizioni giovanili
- Campionato Primavera: 1

Torino: 1991-1992

#### Competizioni internazionali
- Coppa Anglo-Italiana: 1

Genoa: 1995-1996